# Hilara reducta
Hilara reducta är en tvåvingeart som beskrevs av Collin 1933. Hilara reducta ingår i släktet Hilara och familjen dansflugor. Inga underarter finns listade i Catalogue of Life.